# Brachyglanis nocturnus
Brachyglanis nocturnus är en fiskart som beskrevs av Myers 1928. Brachyglanis nocturnus ingår i släktet Brachyglanis och familjen Heptapteridae. Inga underarter finns listade.